# Ville Koski
Ville Koski (Tuusula, 27 de enero de 2002) es un futbolista finlandés que juega en la demarcación de defensa para el N. K. Istra 1961 de la Primera Liga de Croacia.

## Selección nacional
Tras jugar en varias categorías inferiores de la selección, finalmente hizo su debut con la selección de fútbol de Finlandia en un partido amistoso contra Estonia que finalizó con un resultado de 0-1 a favor del combinado estonio tras el gol de Martin Miller.

## Clubes
| Club                     | País      | Año       | Partidos | Goles |
| ------------------------ | --------- | --------- | -------- | ----- |
| Pallokerho Keski-Uusimaa | Finlandia | 2018      | 13       | 0     |
| FC Honka Akatemia        | Finlandia | 2019-2020 | 27       | 2     |
| FC Honka                 | Finlandia | 2020-2023 | 82       | 4     |
| N. K. Istra 1961         | Croacia   | 2024-     | 49       | 0     |

## Palmarés

### Títulos nacionales
| Título                       | Club     | País      | Año  |
| ---------------------------- | -------- | --------- | ---- |
| Copa de la Liga de Finlandia | FC Honka | Finlandia | 2022 |